# Хуан Мартин Фернандез Лобе
Хуан Мартин Фернандез Лобе (енгл. Juan Martín Fernández Lobbe; 19. новембар 1981) професионални је рагбиста и репрезентативац Аргентине, који тренутно игра за троструког шампиона Европе, француску екипу Тулон. Висок 193 цм, тежак 108 кг, игра у трећој линији на позицији крилног, а повремено игра и на позицији број 8 - Чеп. Од 2005. до 2009. одиграо је 66 утакмица за Сејл Шаркс и постигао 80 поена, а затим је прешао у РК Тулон. Играо је и за репрезентацију Аргентине у рагбију 7, а за репрезентацију Аргентине у рагбију 15 одиграо је до сада 68 тест мечева и постигао 25 поена. На неким утакмицама предводио је Аргентину и као капитен. Највећи успех са репрезентацијом Аргентине је остварио 2007. када је био део екипе која је освојила треће место на светском првенству.